# Inopsis scylla
Inopsis scylla är en fjärilsart som beskrevs av Max Wilhelm Karl Draudt 1918. Inopsis scylla ingår i släktet Inopsis och familjen björnspinnare. Inga underarter finns listade i Catalogue of Life.